# Leucopis schlingeri
Leucopis schlingeri är en tvåvingeart som beskrevs av Tanasijtshuk 2003. Leucopis schlingeri ingår i släktet Leucopis och familjen markflugor. Inga underarter finns listade i Catalogue of Life.